# Christopher Thornton
Christopher Thornton (* 29. März 1967 in New Orleans, Louisiana) ist ein US-amerikanischer Schauspieler.

## Leben und Karriere
Christopher Thornton wurde in New Orleans geboren, wo er auch aufwuchs. Sein Vater, ein Amateur-Opernsängern, brachte seinen Sohn frühzeitig in Kontakt mit der Kunst des Spielens, nachdem er ihn mehrfach zu Bühnenproben mitnahm. Nach dem Schulabschluss studierte Thornton zunächst zwei Jahre lang Drama an der University of New Orleans und stand während dieser Zeit für zahlreiche Theaterstücke auf den Bühnen seiner Heimatstadt, darunter Werke William Shakespeares. Vorzeitig verließ er die Universität und zog nach Los Angeles an die Westküste, wo er am Stella Adler Conservatory ausgebildet wurde. Heute gibt er an der Einrichtung selbst Schauspielunterricht. Dort schloss er sich einer Theatergruppe an, mit der er regelmäßig auftrat. Bei einem dieser Auftritte wurde er von einem Agenten entdeckt.
Im Jahr 1990 war er im Film Watchers II – Augen des Terrors erstmals vor der Kamera zu sehen. Seiner Theatergruppe blieb er trotz regelmäßiger Rollenangeboten in Film und Fernsehen treu. Im Alter von 25 Jahren erlitt er beim Klettern einen Unfall, bei dem er sich zwei Wirbel brach und fortan auf einen Rollstuhl angewiesen war, da er seitdem von der Hüfte abwärts gelähmt ist. Sein erster Agent beendete daraufhin die Zusammenarbeit mit ihm. Nur sechs Monate nach seinem Unfall wurde er für das Theaterstück Waiting For Godot in der Hauptrolle besetzt, für die er mit einem Drama Logue Award ausgezeichnet wurde. In dessen Folge fand er auch einen neuen Agenten. Seit dem 2000 trat er, neben seinen Bühnenengagements, vor allem in Gastrollen in Fernsehserien auf, darunter Alabama Dreams, Lass es, Larry!, Alias – Die Agentin, Unhitched, My Name Is Earl, Lie to Me, Rules of Engagement, Battle Creek, Grey’s Anatomy, Speechless, Santa Clarita Diet und Will & Grace. Im Jahr 2005 trat Thornton in der Filmkomödie High School Confidential als Emmett Friedman auf. Er schrieb das Drehbuch für den Film Sympathy for Delicious, welcher auf dem Sundance Film Festival 2010 uraufgeführt wurde, worin er selbst in der Hauptrolle des obdachlosen DJ Dean O'Dwyer auftrat. Der Film wurde mit dem Special Jury Price des Festivals in der Kategorie Drama ausgezeichnet und stellt das Regiedebüt des Schauspielers Mark Ruffalo dar. Thornton verband zu diesem Zeitpunkt bereits seit den 1990er Jahren eine enge Freundschaft mit Ruffalo, die zur selben Zeit das Stella Adler Conservatory besuchten. Die gesamte Produktionszeit für diesen Film spannte sich über einen Zeitraum von neun Jahren.
2017 wurde Thornton für das Filmdrama Anything in der Rolle des Ted Sachman besetzt und übernahm im selben Jahr als Mr. Milner eine Nebenrolle in der zweiten Staffel der HBO-Serie Vice Principals. 2018 war er in einer Nebenrolle in der Filmbiografie Don’t Worry, weglaufen geht nicht zu sehen. Seit 2018 ist er zudem als Kenny Shamberg in der Krimiserie Magnum P.I. in einer Nebenrolle zu sehen.

## Filmografie (Auswahl)
- 1990: Watchers II – Augen des Terrors (Watchers II)
- 1991: Homefront (Fernsehserie, Episode 1x09)
- 1992: Valhalla
- 1993: A Song for You (Kurzfilm)
- 2000: Life/Drawing
- 2000: Alabama Dreams (Fernsehserie, 3 Episoden)
- 2001: Lass es, Larry! (Curb your Enthusiasm, Fernsehserie, Episode 2x03)
- 2001: Alias – Die Agentin (Alias, Fernsehserie, 2 Episoden)
- 2002: Bug
- 2005: High School Confidential (Pretty Persuasion)
- 2005: Welcome to California
- 2006: Special Unit (Fernsehfilm)
- 2007: I’m with Stupid
- 2008: Unhitched (Fernsehserie, Episode 1x05)
- 2008: My Name Is Earl (Fernsehserie, Episode 3x18)
- 2010: Sympathy for Delicious (auch Drehbuch)
- 2010: Brothers & Sisters (Fernsehserie, Episode 4x19)
- 2010: Lie to Me (Fernsehserie, Episode 3x05)
- 2013: Rules of Engagement (Fernsehserie, 3 Episoden)
- 2015: Battle Creek (Fernsehserie, Episode 1x11)
- 2016: Grey’s Anatomy (Fernsehserie, Episode 13x04)
- 2017: Anything
- 2017: Vice Principals (Fernsehserie, 8 Episoden)
- 2018: Don’t Worry, weglaufen geht nicht (Don’t Worry, He Won’t Get Far on Foot)
- 2018: Speechless (Fernsehserie, Episode 2x18)
- 2018: Santa Clarita Diet (Fernsehserie, Episode 2x05)
- 2018–2023: Magnum P.I. (Fernsehserie, 26 Episoden)
- 2020: Will & Grace (Fernsehserie, 2 Episoden)
- 2020: Broke (Fernsehserie, 2 Episoden)
- 2022–2024: The Lincoln Lawyer (Fernsehserie, 4 Episoden)